# Patronessen-Polka
Patronessen-Polka (Polka des patronnesses) est une polka française de Johann Strauss II (op. 286). L'œuvre est créée le 2 février 1864 dans la salle Sofienbad de Vienne.

## Histoire
La polka est écrite pour le carnaval de 1864. Cette année-là, il y a deux bals d'avocats car les organisateurs ne parviennent pas à se mettre d'accord sur un bal commun. Le compositeur écrit la polka Juristenball-Polka (Polka du bal des juristes) opus 280 pour le premier bal. Le deuxième bal est agrémenté de la Patronessen-Polka. Le nom de l'œuvre remonte aux mécènes de l'événement, également appelés patronnes. La valse Patronessen (opus 264), écrite deux ans plus tôt, doit également son nom à ces derniers.

## Durée
Sa durée d'exécution est de 4 minutes et 54 secondes. Elle peut varier quelque peu selon l'interprétation musicale du chef d'orchestre. 

## Postérité
- La pièce est jouée lors du célèbre concert du nouvel an à Vienne : en 1945 (Clemens Krauss)